# Dorris Henderson
Dorris Henderson (2 février 1933 — 3 mars 2005) est une chanteuse de musique folk et joueuse d'autoharpe américaine installée au Royaume-Uni. Elle est connue pour sa participation au mouvement folk britannique au milieu des années 1960.

## Biographie
Dorris Celia Henkerson naît à Lakeland en Floride et grandit à Los Angeles. Elle est la fille de David Henkerson, pasteur afro-américain, et de Willie Mae, son épouse. Son grand-père est un Amérindien Blackfoot. Son oncle, Guitar Nubbit (en) est un musicien de blues. 
Elle travaille d'abord comme fonctionnaire, mais s'intéresse à la musique après avoir assisté à un concert de la chanteuse Odetta au lieu folklorique de Los Angeles, Ash Grove (en). Elle est rapidement devenue une habituée des clubs de jazz de Sunset Boulevard et apprend à jouer de l'autoharpe. Elle prend le nom de Dorris Henderson. Elle interprète une version avec cet instrument Single Girl et Darling' Corey de l'album The Folk Songs of North America d'Alan Lomax. Elle fait la connaissance du musicien de jazz et comédien Richard Myrie Buckley, « Lord Buckley », ce qui lui vaut à son tour le surnom de « Lady Dorris », et elle le rejoint pour une série de spectacles à Hollywood. Elle chante Rock of Ages sur l'un des albums live de Buckley, In Concert.
Ayant acquis une certaine notoriété grâce à son travail avec Buckley, Henderson se consacre à plein temps à la musique et s'installe à New York alors que le quartier de Greenwich Village était le lieu principal du folk américain. Henderson se lie avec Dave Van Ronk, Fred Neil, Paul Simon et Bob Dylan, et elle fait une brève apparition dans le film de ce dernier, Dont Look Back. 
Elle s'installe en Angleterre en 1964 et fréquente The Troubadour (en), siège du renouveau folk britannique dans les années 1960. Elle enregistre There You Go (1965 et Watch the Stars (1967) avec John Renbourn. Elle participe au premier festival folk de Cambridge, en 1965, puis à nouveau en 1967. Sa photo est publiée dans Ten Years of Folk (1974), où elle est la seule musicienne noire. Elle forme le groupe de rock « Tintagel », au début de 1968, avec Ian McDonald, et plus tard King Crimson, mais le groupe n'est pas bien accueilli et se dissout rapidement,. Elle participe avec le groupe folk « Eclection (en) » au festival de l'île de Wight, en 1969, puis forme le groupe Doris Henderson's Eclection, où son fils Eric Jones joue de la guitare.
Elle épouse en 1988 le guitariste Michael Philip Mac McGann, ancien membre de « The Levee Breakers » et le couple se produit régulièrement ensemble. Henderson s'installe à Twickenham et se retire largement de la musique, à l'exception de quelques jingles et quelques apparitions avec Bob Kerr. Après une réédition de There You Go en 1999, Henderson est revenue à la musique plus régulièrement, culminant avec son album de 2003, Here I Go Again, un travail mettant en vedette Renbourn et un certain nombre d'autres anciens collègues, un album que Henderson considère comme son « autobiographie musicale ».
Elle meurt d'une insuffisance cardiaque à l'hôpital de Charing Cross, à Londres, le 3 mars 2005 et est inhumée au cimetière de Twickenham.

## Discographie
- Avec John Renbourn: There You Go Columbia SX 6001, 1965[7]
- Avec John Renbourn: Watch the Stars Fontana TL 5385, 1966[7]
- Rotterdam Blues SHR VR 108 (EP)
- Here I Go Again Market Square MSMCD117 2003